# Élisabeth Giacobino
Élisabeth Giacobino (* 3. April 1946 in Paris) ist eine französische Physikerin.

## Werdegang
Elisabeth Giacobino hat von 1965 bis 1969 an der École normale supérieure de jeunes filles und der naturwissenschaftlichen Fakultät der Universität von Paris studiert. Nach der  Maîtrise in Physik schloss sie ihr Studium 1969 mit einer Arbeit zum Thema des  optischen Pumpens des 2p-Niveaus von Neon durch einen Laserstrahl ab. Diese Arbeit war am Institut für Physik der École normale supérieure durchgeführt worden. 1976 promovierte sie mit einer Studie der angeregten Zustände des Neon-Atoms mittels  Doppler-freier Spektroskopie am CNRS. 1984 wurde sie zur directrice de recherche de 2e classe, 1995 zur directrice de recherches de 1re classe ernannt, was ungefähr einer  C3- bzw. C4-Professur in Deutschland entspricht.
Von 1995 bis 1999 war sie stellvertretende wissenschaftliche Direktorin der Abteilung für physikalische und mathematische Wissenschaften des CNRS, von 1999 bis 2001 Direktorin des Laboratoire Kastler Brossel in Paris. Von 2001 bis 2002 leitete sie die Abteilung für physikalische und mathematische Wissenschaften des CNRS als Direktorin. Von 2002 bis 2005 war sie Direktorin für Forschung am französischen Wissenschaftsministerium. 2006 wurde sie zur Präsidentin der Institut d’Optique Graduate School gewählt und zur Beauftragten für Interdisziplinarität des CNRS ernannt.
Am 15. Juli 2009 wurde Elisabeth Giacobino unter der Matrikel-Nr. 7280 als Mitglied in die Deutsche Akademie der Naturforscher Leopoldina aufgenommen.
In ihrer wissenschaftlichen Arbeit beschäftigt sich Giacobino mit Laserphysik, nichtlinearer Optik, Quantenoptik und Suprafluidität.

## Auszeichnungen
- 1990 erhielt Elisabeth Giacobino den Fabry-de Gramont-Preis der Société française d’optique.
- 2010 wurde ihr der Félix-Robin-Preis verliehen.
- 2012 erhielt sie den Humboldt-Preis.